# Sika
Sika (znanstveno ime Cervus nippon) je vrsta jelenov, izvorno razširjena v Vzhodni Aziji od severnega Vietnama do ruskega Daljnega vzhoda, ki je danes pogosta le še na Japonskem, v preostalih delih območja razširjenosti pa je skoraj iztrebljena.

## Telesne značilnosti
Je majhen do srednje velik jelen, ki doseže 64 do 109 cm plečne višine in 48 kg telesne teže. Samice nehajo rasti nekaj let pred samci, zato so v povprečju skoraj desetino manjše. Obarvanost kožuha je raznolika in se razlikuje med podvrstami ter običajno sega od kostanjevo rjavih do olivno rdečkastih odtenkov, pojavljajo pa se tudi rumenkasto rjave, sive in črne populacije. Od glave do repa poteka temnejša vzdolžna proga, ki se konča z belo liso na trtici. Sike so prepoznavne tudi po tem, da odrasle živali obdržijo bele pege po bokih, ki so sicer značilne za mladiče jelenov. Po jesenski golitvi postane dlaka gostejša in temnejša, bele pege so takrat manj očitne.
Rogati so samo samci, ki imajo ozko rogovje s pokončnimi, rahlo naprej obrnjenimi rogovi. Ti so dolgi 300 do 660 mm, odvisno od podvrste in okoljskih razmer, ter imajo dve do pet konic.

## Ekologija in razširjenost
Primarni habitat sike so gozdovi z gosto podrastjo, kjer se prehranjuje z različnimi vrstami rastlin, a je vrsta zelo prilagodljiva in uspeva tudi v močvirnatih območjih in na traviščih. V naravnih okoliščinah se črede poleti selijo v višje ležeče predele, do 1800 m nadmorske višine in pozimi spet nazaj proti nižinam.
Izvorno naj bi vrsta naseljevala vzhodno Sibirijo in Kitajsko, Tajvan in Japonsko otočje, neznan pa je izvor populacije v severnem Vietnamu. V preteklih stoletjih so jih z izvornega območja razširjenosti pripeljali na druge celine – med drugim v več evropskih držav, Združene države Amerike, Avstralijo in na Novo Zelandijo, kjer zdaj uspevajo podivjane populacije. V večini nekdanjega območja je bila vrsta praktično iztrebljena, tako stabilne populacije živijo le še na skrajnem jugovzhodu Rusije in na Japonskem, na Kitajskem pa denimo po oceni manj kot 1000 osebkov. Le na Japonskem, kjer so močno omejili lov, je zelo pogosta, zaradi česar je upravljanje s populacijo konec 20. stoletja prešlo od varovanja k nadzoru številčnosti.

## Kulturne reference
Sike so znane po populaciji, ki živi v parkih mesta Nara in okoliških delih istoimenske prefekture, v neposredni bližini ljudi. Domačini jih cenijo, saj veljajo za glasnike šintoističnih božanstev. So turistična znamenitost mesta in osebke obiskovalci redno hranijo, zato so zelo množični. Znani so kot priklanjajoči se jeleni, saj se nekateri priklonijo, ko jim človek ponudi poseben šika senbej (鹿せんべい, jelenji piškotek). Pri priklonu gre v resnici za napoved trka z glavo, ne spoštljivo gesto kot je japonska navada.
Mlado (žametno) rogovje sike in sorodnih vrst jelenov je priljubljena sestavina v tradicionalni kitajski medicini, ki po izročilu med drugim hrani jin, izboljša krvni pretok in okrepi telo, zaradi česar siko na Kitajskem množično gojijo.